# Octonodula binotella
Octonodula binotella är en fjärilsart som beskrevs av Antonius Johannes Theodorus Janse 1951. Octonodula binotella ingår i släktet Octonodula och familjen stävmalar. Inga underarter finns listade i Catalogue of Life.